# DOCUMENTA (13)
Die dOCUMENTA (13) war die dreizehnte Ausgabe der documenta, einer der weltweit bedeutendsten Ausstellungen für zeitgenössische Kunst. Sie fand vom 9. Juni bis zum 16. September 2012 in Kassel unter der künstlerischen Leitung von Carolyn Christov-Bakargiev statt und hatte 904.992 Besucher. Die Ausstellung stand unter dem Leitmotiv Collapse and Recovery (englisch für Zusammenbruch und Wiederaufbau). Satelliten der Ausstellung befanden sich in Afghanistan mit Kabul und Bamiyan (9. Juni bis 16. September 2012), in Ägypten mit Alexandria und Kairo (1. Juni bis 8. Juli 2012) und dem kanadischen Banff (2. August bis 15. August 2012).
Die Documentaleitung veröffentlichte die Namen von über 300 Teilnehmern. Davon trugen 187 Künstler und Künstlergruppen mit allen Formen künstlerischer Äußerungen, wie Bilder, Druckgrafiken, Skulpturen, Performances, Installationen, Filmen und Environments, zu der Ausstellung bei. Weitere 108 Teilnehmer waren durch Vorträge, Seminare, Kongresse, Dichterlesungen oder Schriften in der Documenta-Reihe 100 Notizen – 100 Gedanken beteiligt.

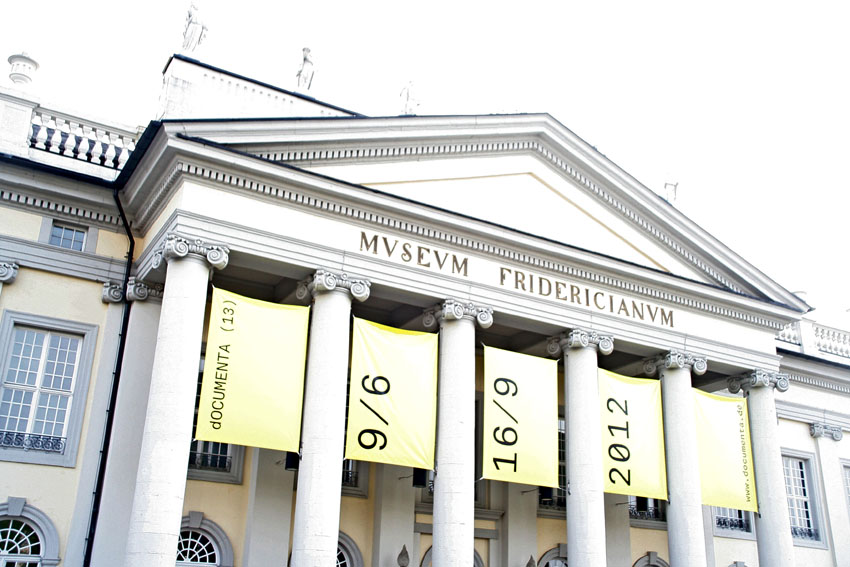
Museum Fridericianum mit dOCUMENTA (13)-Beflaggung

## Leitungsteam

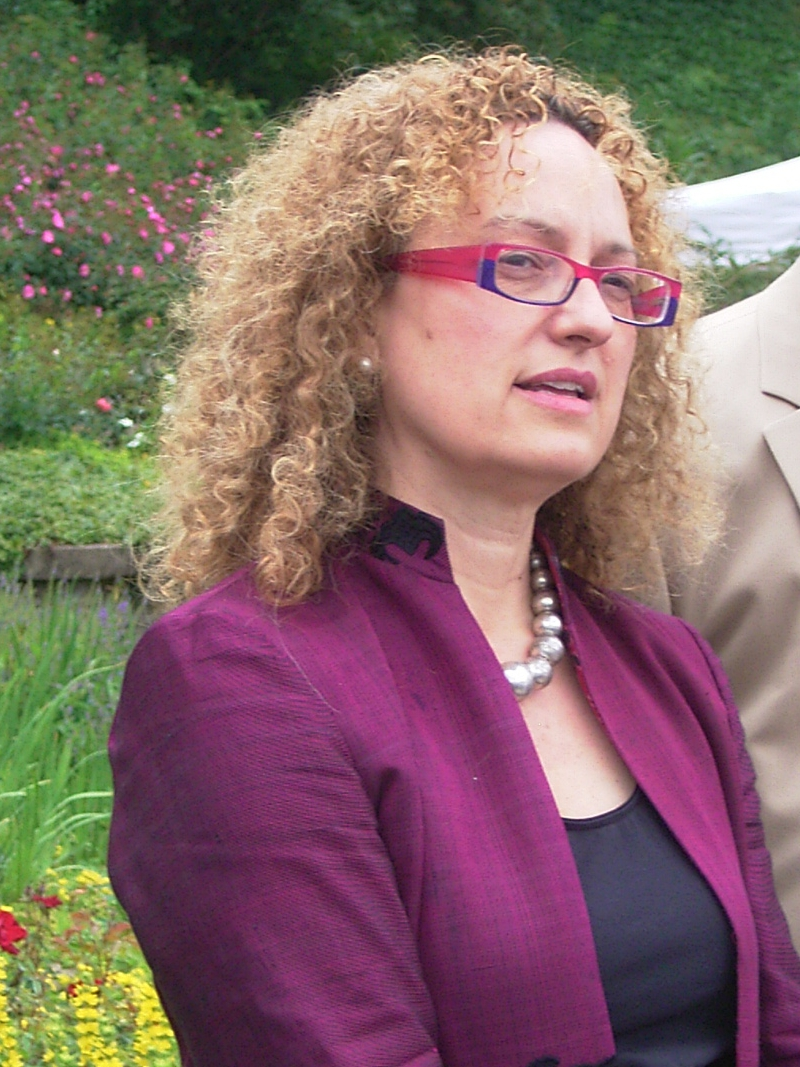
Carolyn Christov-Bakargiev (2010)

Als künstlerische Leiterin wurde die US-amerikanische Kuratorin Carolyn Christov-Bakargiev ausgewählt, sie war Chefkuratorin des Castello di Rivoli – Museo di Arte Contemporanea in Turin und war 2008 auch Leiterin der Biennale of Sydney.
Projektleiterin ist die Kunsthistorikerin Christine Litz. Ihr obliegt es, die Konzepte der Leiterin Carolyn Christov-Barkagiev und ihrer Kuratoren umzusetzen.
Ab Juni 2012 wurde Litz als Direktorin an das Museum für Neue Kunst (Freiburg im Breisgau) berufen und Jenny Dirksen und Christoph Platz übernahmen die Leitung der Abteilung sowie die Abwicklung der Ausstellung.
Die kuratorische Abteilung übernahm die spanische Kunsthistorikerin Chus Martínez. Sie ist gleichzeitig Mitherausgeberin der Schriftenreihe 100 Notizen – 100 Gedanken. Bevor sie 2009 Kuratorin am Museu d’Art Contemporani de Barcelona wurde, war sie Leiterin des Frankfurter Kunstvereins.
Als Leiterin der Publikationsabteilung wurde die in New York lebende deutsche Autorin und Publizistin Bettina Funcke benannt. Sie ist gleichzeitig Mitherausgeberin der Schriftenreihe 100 Notizen – 100 Gedanken. Sie war bis 2007 Redakteurin bei der Dia Art Foundation (heute Dia Center for the Arts) und von 2007 bis 2010 leitende Redakteurin bei der New Yorker Ausgabe der Kunstzeitschrift Parkett. Sie ist Mitbegründerin von The Leopard Press und dem Continuous Project Kollektiv. Mit der Publikation der Schriften wurde der Hatje Cantz Verlag beauftragt.
Für die organisatorische Abwicklung ist – seit 1996 – der Geschäftsführer der documenta und Museum Fridericianum Veranstaltungs-GmbH Bernd Leifeld verantwortlich.
Die Ausstellung wurde am 9. Juni 2012 durch Bundespräsident Joachim Gauck eröffnet.

## Findungskommission
Am 3. Dezember 2008 wurde der Auswahlprozess für die künstlerische Leitung der kommenden documenta abgeschlossen. Der Vorschlag der neunköpfigen Findungskommission wurde vom Aufsichtsrat der documenta einstimmig bestätigt. Die Findungskommission der documenta 13 bestand aus:
- Iossif Markowitsch Bakschtein – Direktor des Instituts für Probleme der modernen Kunst Moskau
- Manuel J. Borja-Villel – Direktor Museo Nacional Centro de Arte Reina Sofia Madrid
- Kathy Halbreich – Stellvertretende Direktorin Museum of Modern Art New York
- Paulo Herkenhoff – Freier Kurator und bis 2006 Direktor des Museu Nacional de Belas Artes in Rio de Janeiro
- Oscar Ho – Direktor MA Programme in Cultural Management, Chinesische Universität Hongkong
- Udo Kittelmann – Direktor Museum für Moderne Kunst Frankfurt/Main
- Kasper König – Direktor Museum Ludwig, Köln
- Elizabeth Ann Macgregor – Direktorin Museum of Contemporary Art Sydney
- Rein Wolfs – Künstlerischer Leiter der Kunsthalle Fridericianum Kassel

## Schreibweise als Logo

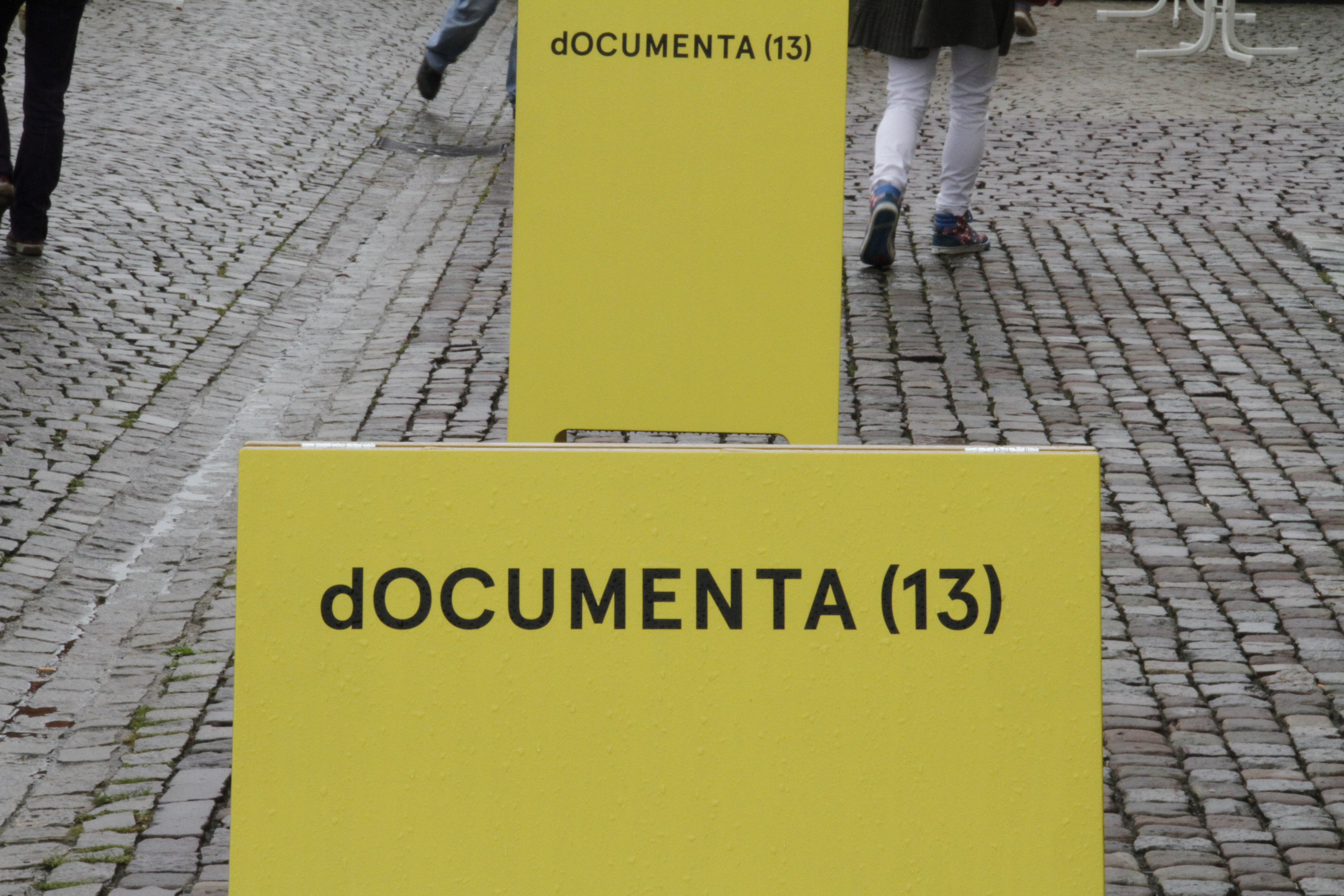
Hinweisschilder vor dem Fridericianum

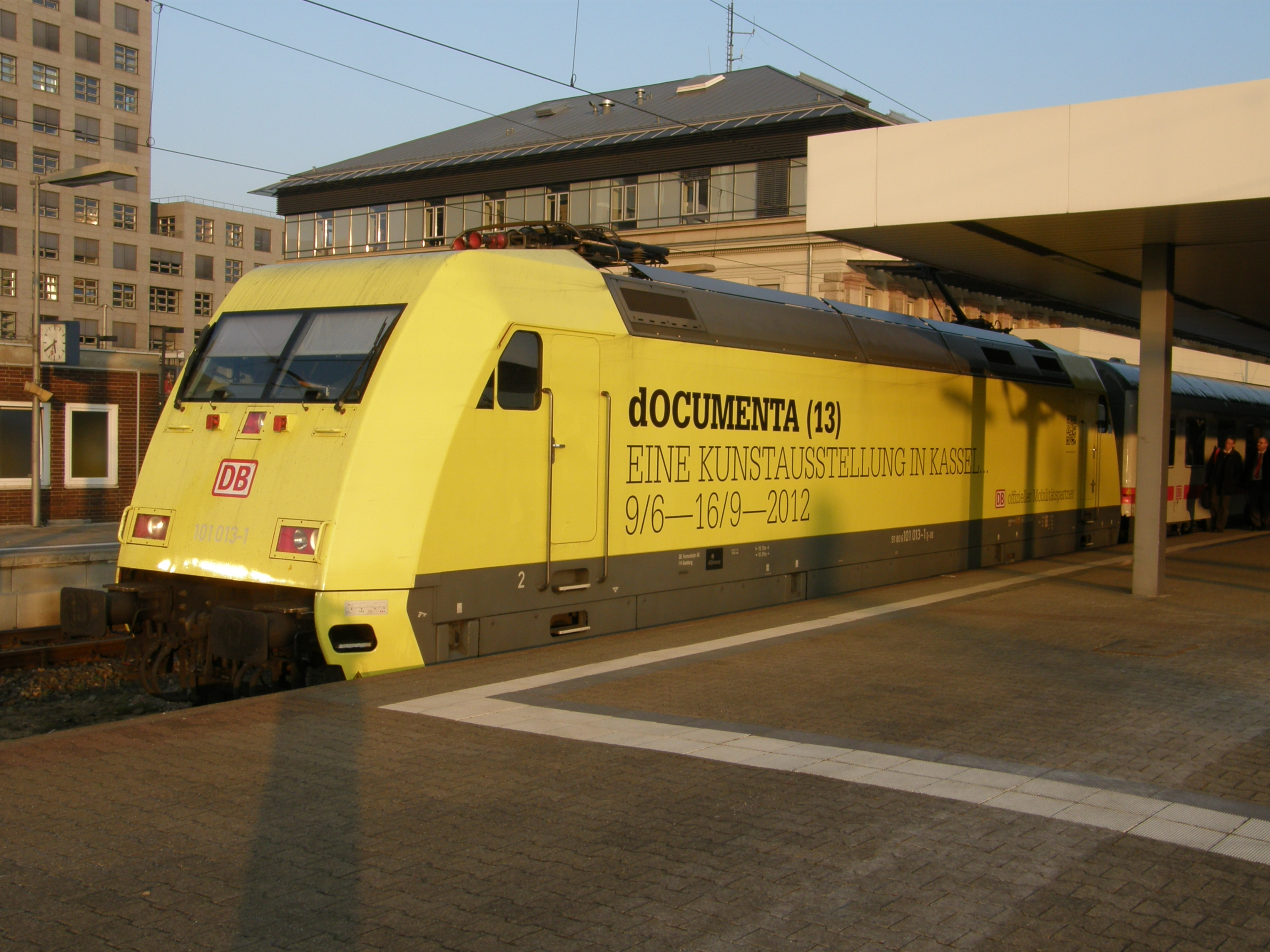
101 013–1 der Deutschen Bahn AG mit Werbeaufschrift im Hauptbahnhof Mannheim am 14. März 2012

Im April 2010 wurde die „visuelle Identität“ der 13. documenta vorgestellt. Sie wurde von der Mailänder Grafikdesign-Agentur Leftloft entwickelt. Diese documenta verzichtet auf ein traditionelles Logo. Stattdessen wird die Schreibweise des Wortes als Symbol genutzt. Der Name wird am Anfang mit einem kleinen d geschrieben, die folgenden Buchstaben sind Großbuchstaben, gefolgt von der in Klammern gesetzten 13. Eine einheitliche Schriftart gab es nicht, diese variierte je nach Anwendung.
Die Grafikdesigner schrieben zu ihrem Entwurf:

„Diese visuelle Regel soll besagen, dass die Lehren dieser documenta (das lateinische ‘documentum’, von dem das Pluralwort ‘documenta’ stammt, bedeutet ‘Lehre’ und gelegentlich bezeichnet es auch eine ‘Ermahnung’) nicht pedantisch sein werden. Wir setzen vielmehr eine lebendige, pluralistische, ideenreiche und stetig zunehmende Entwicklung in Gang. Viele, auch die Öffentlichkeit, werden in den kommenden Jahren in diesen Prozess involviert werden. Der Höhepunkt, im Jahr 2012, stellt nur einen Moment einer viel längeren Reise dar, durch die Klammern um die dreizehn wird das deutlich.“

Die künstlerische Leiterin, Carolyn Christov-Bakargiev, verwies auf die Tradition der Kleinschreibung der documenta seit ihrem Beginn in den 1950er Jahren und bemerkte:

„Während dies in ihren Anfängen eine radikale demokratische Geste und eine Entscheidung des Designs war, ist heute die Nicht-Großschreibung von Wörtern ein Beispiel für eine von vielen unbeabsichtigten Gesten der digitalen Welt, die Nachrichten über Netzwerke und rund um den Globus schickt. Die normalen Schreibregeln umzudrehen, indem man das restliche Wort in Großbuchstaben schreibt, erfordert aktives Engagement, Aufmerksamkeit und einen gewissen Mehraufwand an der Tastatur.“

## Leitmotiv
Das Leitmotiv der dOCUMENTA (13) lautet Zusammenbruch und Wiederaufbau (engl. Collapse and Recovery). Es wurde rund ein Jahr vor Beginn der Ausstellungseröffnung offiziell vorgestellt. Es bezieht sich zum einen auf die Geschichte der Stadt Kassel in den letzten 60 Jahren, in denen nach der Vernichtung durch die Bombardierung im Zweiten Weltkrieg der – bis heute nicht abgeschlossene – Wiederaufbau erfolgte. Mehrere Arbeiten, wie das Projekt trail von Natascha Sadr Haghighian, nehmen ganz unmittelbar auf das Leitmotiv Bezug. Die Künstlerin stellt eine Leiter an die Begrenzungsmauer der Straße Schöne Aussicht, über die die Besucher einen steilen Abhang erreichen, der 1955 aus Kriegstrümmern der Henschel-Werke aufgeschüttet wurde. Über ihn führt ein schmaler, unbefestigter und nicht ungefährlicher Pfad zum Talgrund der Karlsaue. Zum anderen, virulent, ist das Leitmotiv für den Ausstellungsort Kabul, das dort um die Bedingungen Belagerungszustand, Hoffnung, Rückzug und Bühne erweitert wurde.

## Eröffnung
Am 21. Juni 2010, zwei Jahre vor Eröffnung der dOCUMENTA (13), wurde – entgegen der üblichen Gepflogenheiten – bereits die erste Arbeit öffentlich eingeweiht. Die Skulptur Idee di Pietra („Ansichten eines Steins“) von Giuseppe Penone, ein Vertreter der Arte Povera und mehrfacher documenta-Teilnehmer, wurde am Rande der Karlsaue aufgestellt. Die Arbeit war bereits auf der 16. Biennale of Sydney, die Carolyn Christov-Bakargiev 2008 kuratiert hatte, präsentiert worden. Es handelt sich um eine fast neun Meter hohe Bronzeskulptur in der Form eines Baumes, in deren oberem Teil ein großer Stein ruht. Neben der Skulptur wächst ein kleiner, echter, junger Baum. Penone war selbst anwesend und stellte seine Arbeit vor:

„[…] Wenn die Bedeutung des Malens das Bedecken ist und die Bedeutung der Skulptur das Entdecken, dann wird die Malerei durch die Schwerkraft charakterisiert und die Skulptur durch die Kraft, die der der Schwerkraft entflieht, die Kraft des Lichts. Das Werk, das ich hier zeige, hat mit beiden Konzepten zu tun. Der Stein ist ein Mineral und die stabilsten Farben gewinnt man aus Steinen. Der Stein verweist auf die Schwerkraft. Das Pflanzliche entzieht sich der Schwerkraft, es wächst in die Höhe, als direkte Folge des Sonnenlichts. Die Struktur der pflanzlichen Welt wird durch das Licht bestimmt, das das Gewicht der Zweige und Blätter anzieht. Bronzeguss braucht die Schwerkraft und nutzt die Struktur der pflanzlichen Welt, um die flüssige Bronze in der Gussform zu verteilen. […]“

Bewusst war der Tag der Sommersonnenwende als Datum für die Veranstaltung gewählt worden. Die Verantwortlichen betrachteten die Aktion als einen Beitrag zur Geschichte der Außenskulptur im Rahmen der documenta-Ausstellungen und sahen in ihr insbesondere auch eine Einstimmung auf die in zwei Jahren stattfindende offizielle Eröffnung.
Am 9. Juni 2012 eröffnete der damalige Bundespräsident Joachim Gauck die Kunstausstellung.

## Teilnehmende Kunstschaffende
- A
  - Lida Abdul
  - Bani Abidi
  - Etel Adnan
  - Korbinian Aigner
  - Vyacheslav Akhunov
  - Barmak Akram
  - Khadim Ali
  - Jennifer Allora & Guillermo Calzadilla
  - Maria Thereza Alves
  - Francis Alÿs
  - Ayreen Anastas
  - and and and
  - Ida Applebroog
  - Mohammad Yusuf Asefi
  - Doug Ashford
  - Tarek Atoui
  - Kader Attia
- B
  - Alexandra Bachzetsis
  - Nanni Balestrini
  - Amy Balkin
  - Judith Barry
  - Gianfranco Baruchello
  - Ahmed Basiony
  - Thomas Bayrle
  - Jérôme Bel
  - Gordon Bennett
  - Rossella Biscotti
  - Manon de Boer
  - Alighiero Boetti
  - Anna Boghiguian
  - Carol Bove
  - Kristina Buch
  - Andrea Büttner
  - Gerard Byrne
- C
  - CAMP

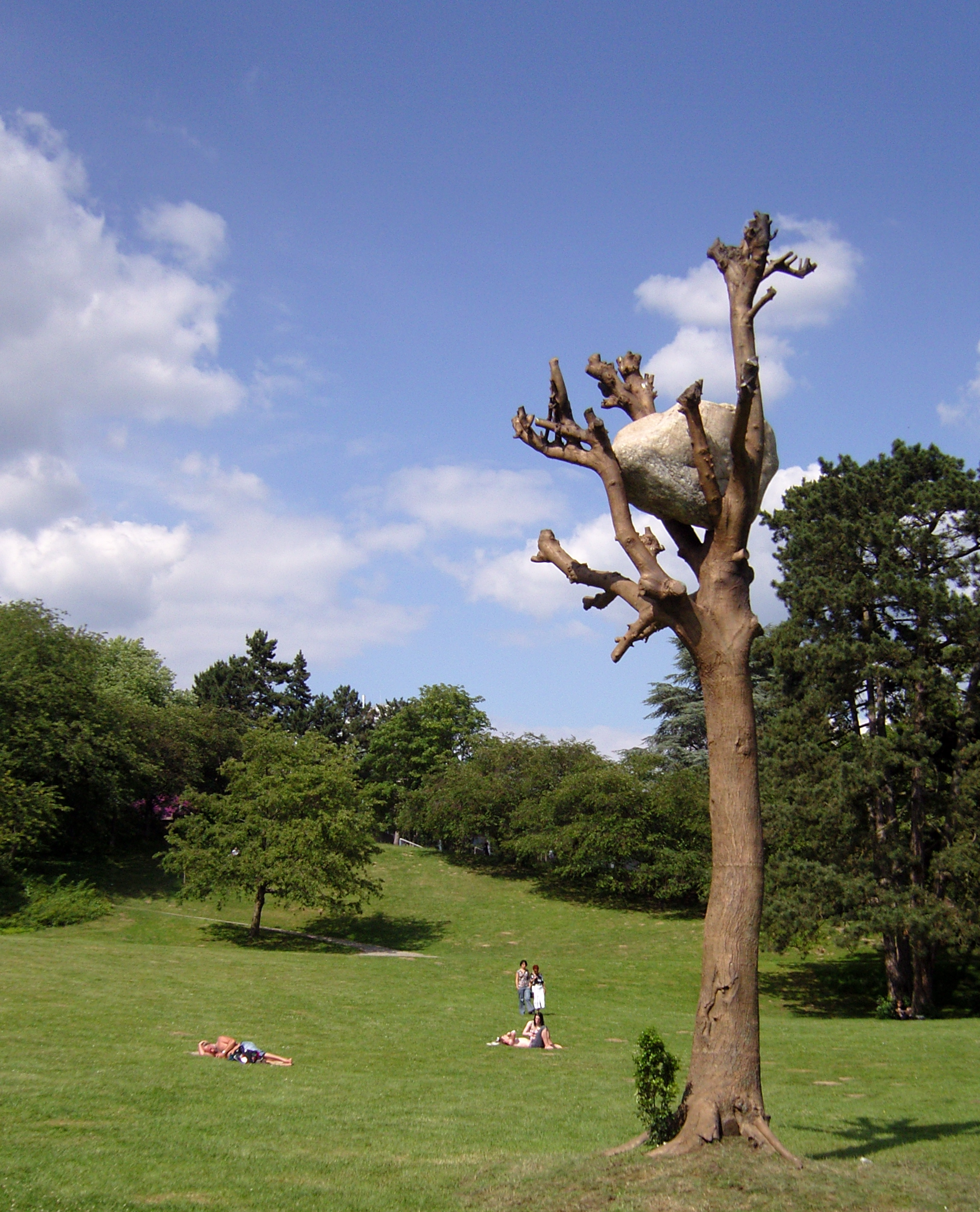
Giuseppe Penones Idee di Pietra

  - Janet Cardiff und George Bures Miller
  - Emily Carr
  - Mariana Castillo Deball
  - Paul Chan
  - Kudzanai Chiurai
  - Constant
  - Daniel Gustav Cramer
  - Critical Art Ensemble
  - Abraham Cruzvillegas
  - István Csákány
  - Attila Csörgő
  - Antoni Cumella
- D
  - Salvador Dalí
  - Marie Darrieussecq
  - Tacita Dean
  - Mark Dion
  - Thea Djordjadze
  - Willie Doherty
  - Trisha Donnelly
  - Sam Durant
  - Jimmie Durham
- E
  - Haris Epaminonda
  - Cevdet Erek
- F
  - Faivovich & Goldberg
  - Matias Faldbakken
  - Geoffrey Farmer
  - Omer Fast
  - Lara Favaretto
  - Ceal Floyer
  - Llyn Foulkes
  - Abul Qasem Foushanji
  - Chiara Fumai
- G
  - Rene Gabri
  - Ryan Gander
  - Dora García
  - Mario Garcia Torres
  - Theaster Gates
  - Jeanno Gaussi
  - Mariam Ghani
  - Simryn Gill
  - Édouard Glissant
  - Julio González
  - Tue Greenfort
- H
  - Zainab Haidary
  - Fiona Hall
  - Tamara Henderson
  - Susan Hiller
  - Horst Hoheisel
  - Judith Hopf
  - Khaled Hourani mit Amjad Ghannam und Rashid Masharawi
  - Pierre Huyghe
- I
  - Sanja Iveković
- J
  - Toril Johannessen
  - Joan Jonas
  - Brian Jungen und Duane Linklater
- K
  - Rudolf Kaesbach
  - Robin Kahn & La Cooperativa Unidad Nacional Mujeres Saharauis
  - Masood Kamandy
  - Amar Kanwar
  - William Kentridge
  - Hassan Khan
  - Erkki Kurenniemi
- L
  - Horacio Larraín Barros
  - Dinh Q. Lê (mit Vũ Giáng Hương, Quang Tho, Huynh Phuong Dong, Nguyen Thu, Truong Hieu, Phan Oanh, Nguyen Toan Thi, Duong Anh, Minh Phuong, Kim Tien, Quach Phong, Nguyen Thanh Chau)
  - Gabriel Lester
  - David Link
  - Maria Loboda
  - Mark Lombardi
  - Aníbal López
  - Renata Lucas
  - Marcos Lutyens und Raimundas Malašauskas, featuring Sissel Tolaas
- M
  - Goshka Macuga
  - Anna Maria Maiolino
  - Catherine Malabou
  - Nalini Malani
  - Man Ray
  - Maria Martins
  - Francesco Matarrese
  - Fabio Mauri
  - Julie Mehretu
  - John Menick
  - Christoph Menke
  - Gustav Metzger
  - Lee Miller
  - Aman Mojadidi
  - Moon Kyungwon & Jeon Joonho
  - Gareth Moore
  - Giorgio Morandi
  - Rabih Mroué
  - Zanele Muholi
  - Christian Philipp Müller
- N
  - Arne Nordheim
  - M. A. Numminen
- O
  - Objects damaged during the Lebanese Civil War (1975–1990)
  - Shinro Ohtake
  - Rahraw Omarzad
  - Roman Ondák
  - Füsun Onur
  - The Otolith Group
- P
  - Christodoulos Panayiotou
  - Giuseppe Penone
  - Claire Pentecost
  - Susan Philipsz
  - Pratchaya Phinthong
  - Sopheap Pich
  - Lea Porsager
  - Michael Portnoy
  - Margaret Preston
  - Seth Price
  - Ana Prvački
- R
  - Walid Raad
  - Michael Rakowitz
  - Araya Rasdjarmrearnsook
  - Vandy Rattana
  - Doreen Reid Nakamarra
  - Pedro Reyes
  - Gunnar Richter
  - Stuart Ringholt
  - Ruth Robbins und Red Vaughan Tremmel
  - Juana Marta Rodas und Julia Isídrez
  - Paul Ryan
  - Hannah Ryggen
- S
  - Natascha Sadr Haghighian
  - Anri Sala
  - Charlotte Salomon
  - Issa Samb
  - Ines Schaber
  - Tino Sehgal
  - Ashkan Sepahvand
  - Albert Serra
  - Tejal Shah
  - Wael Shawky
  - Zolaykha Sherzad
  - Nedko Solakow
  - Song Dong
  - Tamás St. Turba
  - Alexandra Sukhareva
- T
  - Mika Taanila
  - Mohsen Taasha Wahidi
  - Alexander Tarakhovsky
  - Javier Téllez
  - Aase Texmon Rygh
  - Warwick Thornton
  - Time/Bank
  - Warlimpirrnga Tjapaltjarri
  - Rosemarie Trockel
- V
  - Vann Nath
  - Adrián Villar Rojas
  - Jeronimo Voss
- W
  - Jessica Warboys
  - Lori Waxman
  - Clemens von Wedemeyer
  - Apichatpong Weerasethakul in Zusammenarbeit mit Chaisiri Jiwarangsan
  - Lawrence Weiner
- Y
  - Yan Lei
  - Haegue Yang
- Z
  - Akram Zaatari
  - Zalmaiï
  - Anton Zeilinger
  - Konrad Zuse

## Ausstellungsorte
Die dOCUMENTA (13) umfasst neben Ausstellungsorten im gesamten Stadtraum von Kassel und in der Umgebung, auch Orte außerhalb Europas. In Kassel sind Kunstwerke an so zahlreichen unterschiedlichen Plätzen zu sehen, wie bei keiner anderen Documenta zuvor. Neben öffentlichen Gebäuden wie der Handwerkskammer, der Zentralbibliothek und dem Ständehaus, wurden auch private Kinos, Kaufhäuser und Hotels einbezogen. Die meisten Künstlerpräsentationen konzentrieren sich um den Friedrichsplatz, den Kulturbahnhof (Hauptbahnhof) und in der Karlsaue.
Ausstellungsorte in Kassel und Umgebung:
- Das Museum Fridericianum ist mit Werken von 32 Künstlern wieder Mittelpunkt der Documenta. Zusätzlich werden in der Rotunde 28 plastische Arbeiten oder artifizielle Objekte gezeigt, unter anderem von Judith Hopf, Man Ray und Lawrence Weiner.
- Die documenta-Halle wird, neben frühen Zeichnungen von Gustav Metzger, die verdeckt in Schaukästen in der Vorhalle präsentiert werden, vor allem durch Arbeiten von Thomas Bayrle geprägt. Zwischen einem 8 Meter × 25 Meter messenden Papprelief Carmageddon auf der linken Wand und dem 8 Meter × 13,4 Meter messenden Flugzeug von 1982 bis 1983 stellte der Künstler aufgeschnittene Automotoren auf. Der Lärm der sieben Motoren wird aus Lautsprechern von eintönigen, sich immer wiederholenden Gebeten begleitet, die Bayrle in Frankfurter Kirchen aufgenommen und rhythmisiert hat. Es ist die größte Einzelpräsentation die bisher in der documenta-Halle zu sehen war.[13]
- Ottoneum
- Karlsaue
- In der Neuen Galerie werden 18 künstlerische Positionen ausgestellt. Die Künstlerin Andrea Büttner zeigt in ihrem vorderen Raum neben zwei monochromen Farbflächen drei archaische, großformatige Holzschnitte. Im zweiten Raum zeigt sie unter anderem ein Video, das sich auf eine umfangreiche Recherche zu den Arbeiten des Ordens Kleine Schwestern Jesu im Vergnügungspark von Ostia bei Rom bezieht und bei der zwei Ordensangehörige über ihre Arbeit berichten.[14]
- Kassel Hauptbahnhof
- Das Gloria-Kino ist – wie auch bei der Documenta 12 – Vorführungsort des Filmprogramms. Tagsüber wird eine Diainstallation von Trisha Donnelly gezeigt.
- Ehemaliges Elisabeth-Krankenhaus (Oberste Gasse 4)
- Nie realisierte Moschee (Untere Karlsstr. 14)
- Im lichtlosen Bode-Saal des Hugenottenhauses Kassel zeigt Tino Sehgal eine viel beachtete Performance. Die eintretenden Besucher werden von 12 Akteuren, einzeln oder in kleinen Gruppen, umgeben, die sie hör- und fühlbar singend, summend, kriechend, schnalzend in einem choreografisch festgelegten Grundrhythmus umtanzen und dabei versuchen, die Eingetretenen in das Geschehen einzubeziehen.[15]
- Hugenottenhaus Kassel[16]
- ehemaliges Kino Kaskade[17]
- Verschiedene Orte in der Kasseler Innenstadt
- Gedenkstätte Kloster Breitenau in Guxhagen

Weitere Ausstellungsorte:
- Kabul und Bamiyan in Afghanistan
- Alexandria und Kairo in Ägypten
- im Banff Centre in Kanada fand Anfang August 2012 mit The Retreat (Klausur, Rückzug) ein zweiwöchiges Seminar statt, in dem sich Autoren, Kuratoren und Künstler – darunter Teilnehmer der dOCUMENTA (13) – zu einem gemeinsamen Meinungs- und Ideenaustausch und dem Hören von Vorträgen trafen.[18] Zu den Teilnehmern gehörte – neben Chefkuratorin Carolyn Christov-Bakargiev – die Künstler Pierre Huyghe, Brian Jungen und Claire Pentecost. Organisiert wurde das Banff Centre von Carolyn Christov-Bakargiev, Kitty Scott, Imre Szeman und Heather Zwicker.[19]

## Streit im Vorfeld

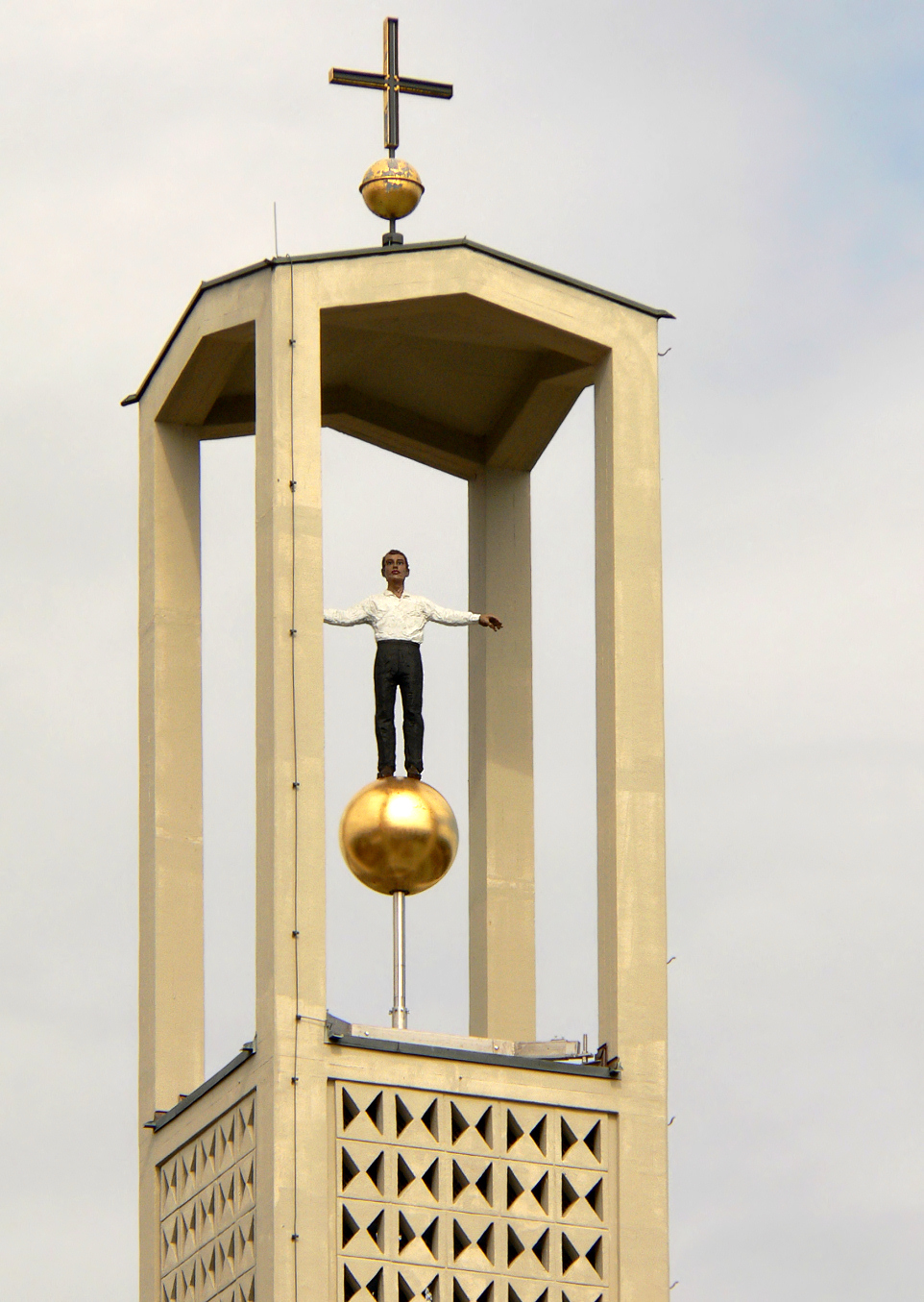
Die Plastik im Turm der St.-Elisabeth-Kirche während der dOCUMENTA (13)

Bereits vor der Eröffnung kam es im Mai 2012 zu einem Streit zwischen Carolyn Christov-Bakargiev und dem Bistum Fulda über eine Skulptur, die von Stephan Balkenhol im Rahmen einer Ausstellung auf dem Kirchturm der St.-Elisabeth-Kirche am Friedrichsplatz in Kassel aufgestellt worden ist. Die Skulptur, auf einer goldfarbenen Kugel steht eine schwarzweiß gekleidete Figur mit ausgebreiteten Armen, gleicht in ihrer Silhouette dem christlichen Kugelkreuz. Carolyn Christov-Bakargiev betonte einerseits die künstlerische Qualität des Kunstwerks, sah aber andererseits die Gefahr, dass es an diesem prominenten Ort als ein Kunstwerk der dOCUMENTA (13) aufgefasst werden und damit die documenta-Ausstellung stören könnte, in der der menschlichen Figur keine zentrale Position zukomme. Das Kunstwerk „stört erheblich. Die künstlerische Leiterin fühlt sich von dieser Figur bedroht, die mit der documenta (13) nichts zu tun hat,“ ließ documenta-Geschäftsführer Bernd Leifeld verlauten. Der Kunstkritiker Niklas Maak meinte, Christov-Bakargiev sei „[…] verstimmt über diese etwas kindische Dominanzgeste, die in einer Tradition klerikaler Bildkontrollmanöver steht“. Die Kirche hielt dessen ungeachtet an der Balkenhol-Installation fest.
Die documenta-Leitung soll bereits eine Installation des Künstlers Gregor Schneider parallel zur documenta verhindert haben. Schneider wollte in der Kasseler Karlskirche die Überreste eines Festes in Kalkutta installieren. Nach einer Intervention von Christov-Bakargiev hatte die Projektgruppe der Evangelischen Kirche in Deutschland (EKD) diesen Plan zurückgezogen. Gregor Schneider sagte dazu gegenüber der Rheinischen Post: „Das Verhalten der ‚documenta‘ ist einfach nur beschämend und macht mich sprachlos.“ Eine solche Maßnahme, wie die documenta sie durchsetze, lasse sich sonst „vermutlich nur in einer chinesischen Kleinstadt verwirklichen.“ „Künstlerische und ökonomische Trittbrettfahrer hat es allerdings in all den documenta-Jahren freilich immer wieder gegeben“, beschwichtigt die Zeitschrift Kunstforum in ihrer aktuellen Online-Ausgabe.

## Filme
- dOCUMENTA (13) in Kassel (= Museums-Check. Folge 16). Reportage, 30 Min., Moderation: Markus Brock, Produktion: 3sat. Erstausstrahlung: 19. August 2012.[26]
- Arts Home is my Kassel von Katrin und Susanne Heinz, 2014.[27]

## Publikationen

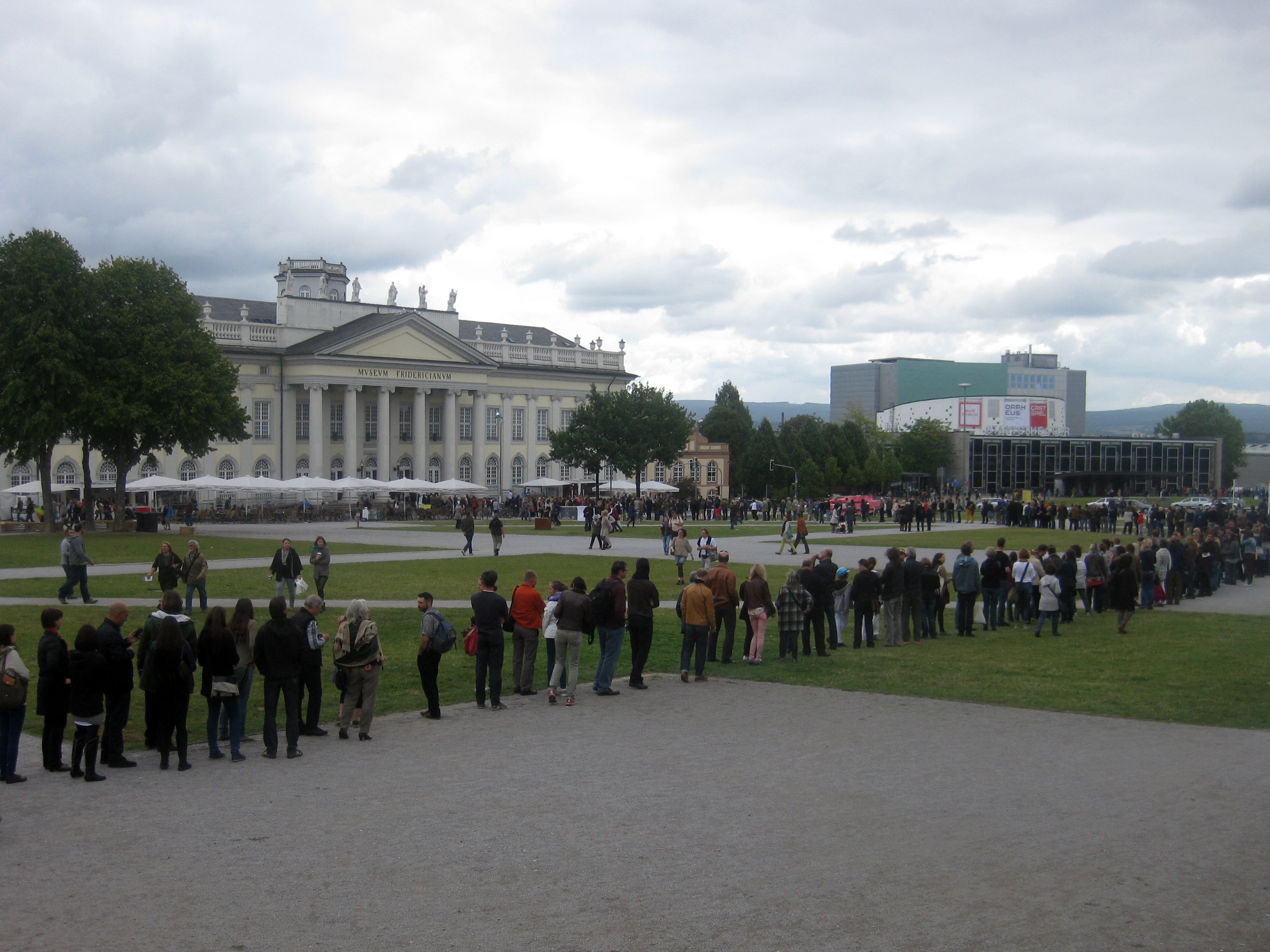
Besucherschlange vor dem Einlass

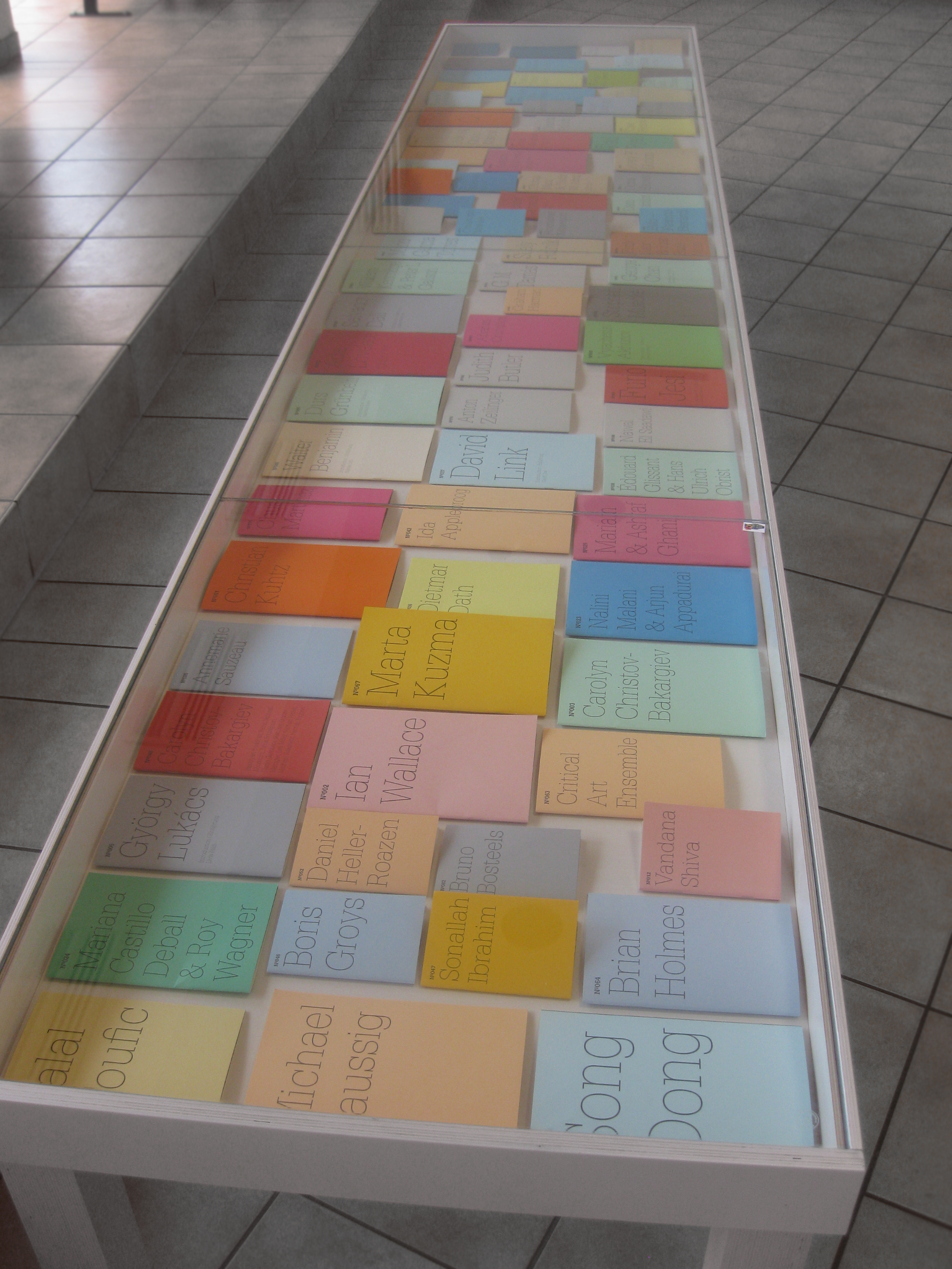
Begleitpublikationen der DOCUMENTA (13)

Die Veranstaltung wird von zahlreichen offiziellen Publikationen begleitet, die von der „documenta und Museum Fridericianum Veranstaltungs-GmbH“ herausgegeben wurden und deren Buchhandelsausgabe im Hatje Cantz Verlag in Ostfildern erschienen.
- Carolyn Christov-Bakargiev (Hrsg.), Stefanie Drobnik (Biografien, ausgestellte Objekte): dOCUMENTA (13) Katalog – Das Buch der Bücher. Katalog 1/3, ISBN 978-3-7757-2950-5 (Deutsch); ISBN 978-3-7757-2951-2 (englisch)

Der Band stellt in Aufsätzen von Carolyn Christov-Bakargiev und Chus Martínez die Positionen der Documenta dar und führt „künstlerische Projekte und die Kernthemen der dOCUMENTA (13) zusammen.“ Gleichzeitig enthält das Buch inhaltlich die gesamte Publikationsreihe 100 Notizen – 100 Gedanken und beschreibt in einem Anhang alle ausgestellten Kunstwerke der dOCUMENTA (13).
- dOCUMENTA (13). Das Logbuch/The Logbook. Katalog 2/3 (Deutsch/Englisch), ISBN 978-3-7757-2952-9

Das bereits 2010 begonnen, umfangreich illustrierte Buch dokumentiert die Entstehung der Veranstaltungen in Text- und Bildbeiträgen und eröffnet einen Einblick in die Arbeitsweise der Kuratorin.
- dOCUMENTA (13). Das Begleitbuch/The Guidebook. Katalog/Catalog 3/3., 2012, ISBN 978-3-7757-2954-3.
- dOCUMENTA (13). 100 Notizen – 100 Gedanken, Schriftenreihe